# David Alerte
David Alerte (La Trinité (Martinique), 18 september 1984) is een Franse sprinter, die gespecialiseerd is in de 200 m.

## Biografie
In 2004 werd Alerte geselecteerd voor de Franse 4 x 100 m estafetteploeg voor de Olympische Spelen van 2004. Aimé-Issa Nthépé, Ronald Pognon, Frédéric Krantz en Alerte werden in de kwalificatieronde uitgeschakeld.
Alerte werd in 2005 kampioen op de 200 m op de Europese kampioenschappen voor atleten onder 23 jaar. Alerte nam, samen met Oudere Kankarafou, Ronald Pognon en Fabrice Calligny deel aan de 4 x 100 m estafette op de Europese kampioenschappen van 2006. Het Franse viertal liep in een tijd van 39,07 s naar een bronzen medaille. In de finale van de 200 m op diezelfde EK eindigde Alerte op een zevende plaats.
Op de wereldkampioenschappen van 2009 in Berlijn eindigde Alerte op de achtste plaats in de finale van de 200 m. Op de EK van 2010 in Barcelona raakte Alerte geblesseerd in de finale van de 200 meter. Hij liep de afstand nog wel uit en kreeg een tijd genoteerd van 1.27,24.
In 2013 nam Alerte deel aan de 200 meter op de Jeux de la Francophonie, een multisportevenement voor Franstalige landen. Hij bereikte de finale, waar hij als zesde eindigde.
Alerte is aangesloten bij La Gaouloise de Trinité.

## Titels
- Europees kampioen U23 200 m - 2005
- Frans kampioen 200 m – 2006, 2007

## Persoonlijke records
Outdoor
| Afstand | Prestatie | Datum           | Plaats                 |
| ------- | --------- | --------------- | ---------------------- |
| 100 m   | 10,27 s   | 14 juli 2006    | Dreux                  |
| 200 m   | 20,33 s   | 5 augustus 2007 | Niort                  |
| 400 m   | 46,64 s   | 29 mei 2004     | Saint George (Grenada) |

Indoor
| Afstand | Prestatie | Datum            | Plaats |
| ------- | --------- | ---------------- | ------ |
| 200 m   | 20,99 s   | 15 februari 2004 | Liévin |

## Palmares

### 200 m
Kampioenschappen
- 2005:  EK U23 - 20,47 s
- 2006: 7e EK - 20,93 s
- 2009: 8e WK - 20,68 s
- 2010: 8e EK - 1.27,24
- 2013: 6e Jeux de la Francophonie - 21,61 s

Golden League-podiumplek
- 2006:  Weltklasse Zürich – 20,76 s

### 4 x 100 m
- 2004: 7e in kwal. OS - 38,93 s
- 2006:  EK – 39,07 s
- 2013:  Jeux de la Francophonie - 39,36 s